# SMS Novara (1912.)
Za drugi brod istog imena vidi SMS Novara (1850.).
SMS Novara, laka krstarica klase Novare Austro-ugarske ratne mornarice koja je sudjelovala u Prvome svjetskom ratu.